# Ivan Zaytsev
Ivan Zaytsev (* 2. Oktober 1988 in Spoleto) ist ein italienischer Volleyballspieler.

## Karriere Halle
Ivan Zaytsev ist der Sohn des russischen Nationalspielers Wjatscheslaw Alexejewitsch Saizew, der mit der sowjetischen Mannschaft dreimal bei Olympischen Spielen antrat und 1980 in Moskau Gold gewann. Als sein Vater gerade in Spoleto unter Vertrag stand, wurde Ivan dort geboren. Seine eigene Karriere begann er 2001 im Nachwuchs von RPA Perugia. 2004 kam Zaytsev, der zunächst als Zuspieler auf dem Feld stand, in die Erstliga-Mannschaft des Vereins. 2006 wechselte er zum Ligakonkurrenten M. Roma Volley. Nach einer Saison bei Andreoli Latina kehrte er 2008 zurück nach Rom und spielte nun auf der Position des Außenangreifers. Im gleichen Jahr erhielt er die italienische Staatsbürgerschaft und wurde erstmals in die Nationalmannschaft berufen. Mit den Römern, die zwischenzeitlich in die zweite Liga abgestiegen waren, schaffte er 2010 den Wiederaufstieg in die erste Liga. 2010 spielte er mit Italien bei der Weltmeisterschaft. Im folgenden Jahr erreichte er mit den Südeuropäern das Finale der Europameisterschaft. 2012 gewann Zaytsev mit der Nationalmannschaft bei den Olympischen Spielen in London die Bronzemedaille. Nach dem Turnier wechselte er innerhalb der Liga zu Lube Macerata.

## Karriere Beach
2008 startete der in Umbrien geborene Athlet seine Karriere im Sand. Auch wenn er lange nicht so erfolgreich wie in der Halle war, gab es doch einige beachtenswerte Ergebnisse. So erreichte er mit Andrea Tomatis bei Challenger & Satellite Turnieren in Chennai das Finale und in Brno das Viertelfinale. Ein Jahr später wurden Zaytsev und Giorgio Domenghini Siebzehnte beim Grand Slam in Marseille. Nach dem einundvierzigsten Rang bei den Stare Jablonki Open mit dem gleichen Partner beendete Ivan Zaytsev seine Beachkarriere.
2024 spielte Zaytsev mit Daniele Lupo -zunächst testweise- erneut im Sand. Das neue Team wurde von Marco Solustri trainiert. Danach wollte Zaytsev entscheiden, ob er seine Hallenkarriere beendet und ganz zum  Beachvolleyball wechselt. Hiermit zusammenhängend sollte gemeinsam im Team entschieden werden, ob die Qualifikation für Olympia 2028 angestrebt wird. Dem Team gelang direkt der Sieg der italienischen Beachvolleyball-Meisterschaft und auch international erfolgreiche Turnierteilnahmen. Dessen ungeachtet entschied sich Zaytsev, zunächst seine Karriere im Volleyball in der Superlega fortzuführen und unterzeichnete bei MINT Vero Volley Monza für die Saison 2024/25.